# 西 (横須賀市)

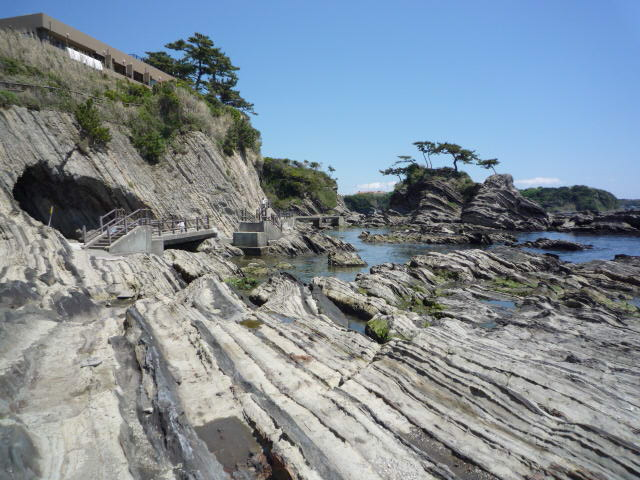
荒崎海岸

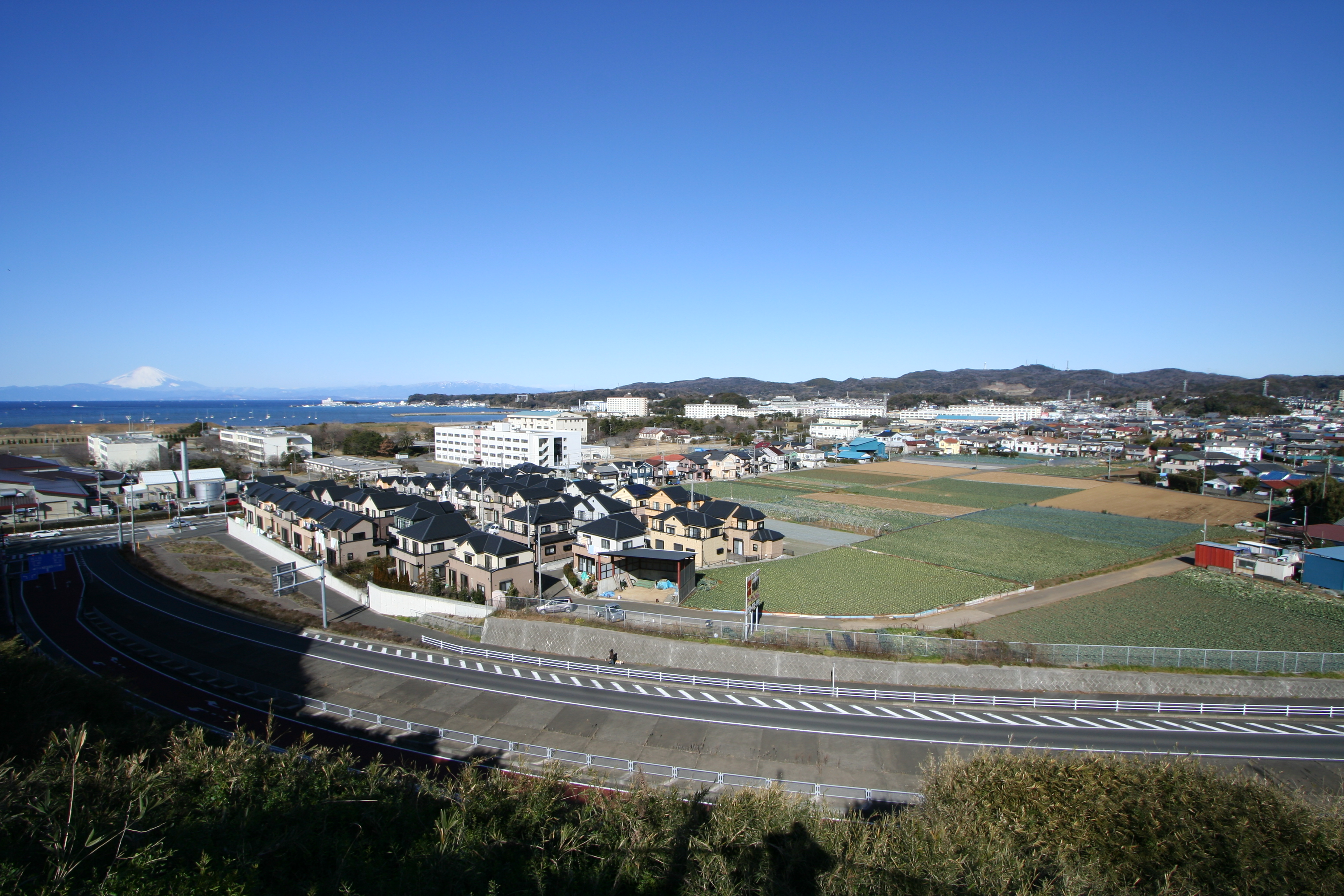
横須賀市林５丁目からの風景。写真左奥の山は富士山。手前の右から左へ横断しているのは三浦縦貫道路。

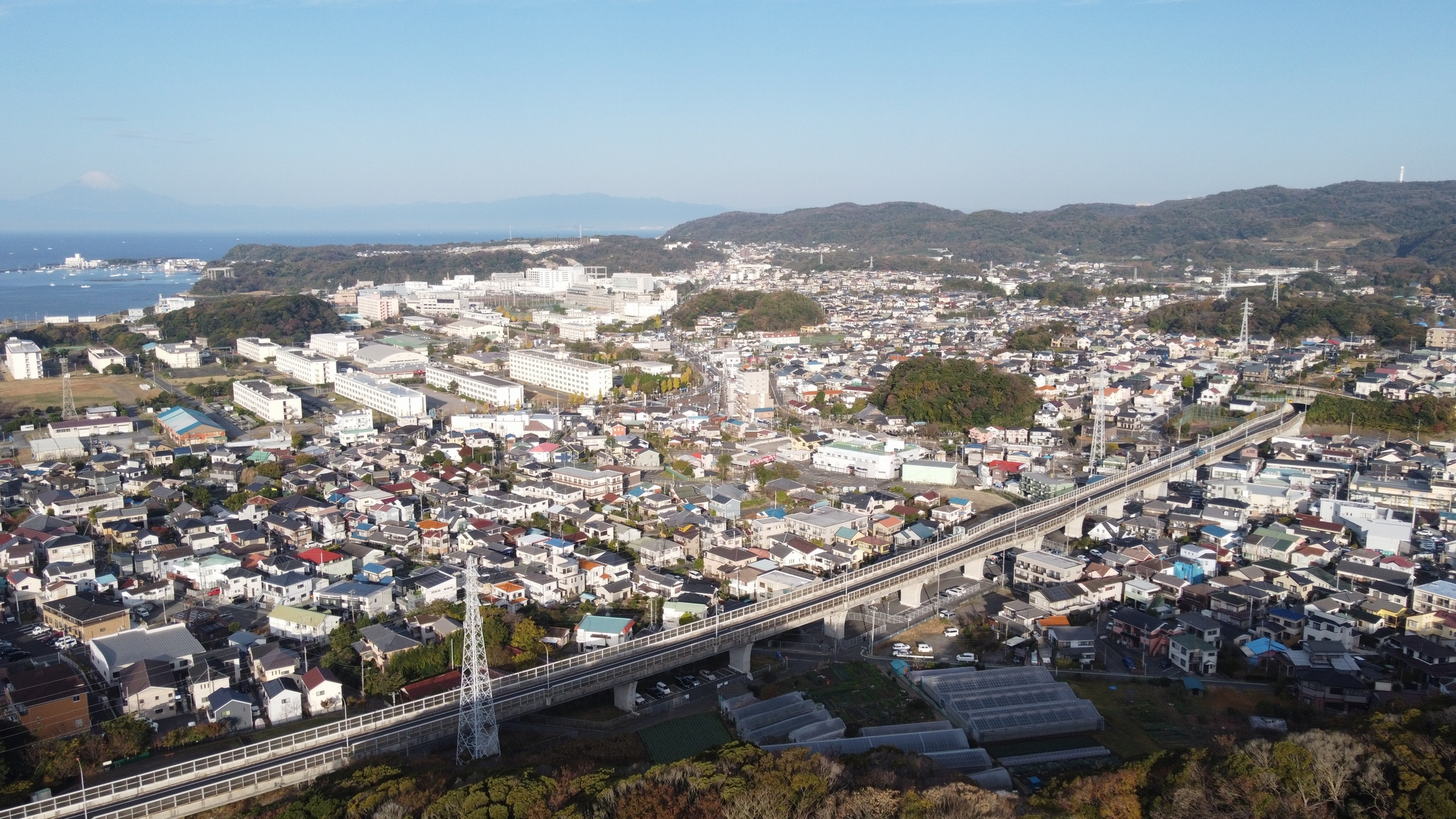
林４丁目より西方面（佐島方面）を望む。画面手前が三浦縦貫道路（三浦サンサンライン）、画面中央付近に林交差点。左奥には相模湾と富士山がみえる。2022年12月4日撮影

横須賀市西部地区 （よこすかしせいぶちく）は、神奈川県横須賀市の相模湾に面する地域の総称。市内で唯一相模湾に面する地域である。
横須賀市西行政センターが担当している秋谷、芦名、太田和、荻野、子安、佐島、佐島の丘、湘南国際村、須軽谷、武、長井、長坂、林、御幸浜、山科台の15地区を指す。これは横須賀市編入前の旧三浦郡長井町・武山村・大楠町の区域に当たる。
北は三浦郡葉山町と横須賀市衣笠に接し、南は三浦市に接する。地域の人口は43,464人。

## 概要
横須賀市内の相模湾に面する一帯の総称である。区域内には鉄道は存在せず、公共交通は京浜急行バスのみ。
海岸沿いに南北に縦断している国道134号と林から衣笠に抜ける神奈川県道26号横須賀三崎線が、地域の幹線道路である。人家や商業、公共施設の多くがこの幹線道路沿いに集中している。規模の大きな商店街は存在しないが、武山の一騎塚交差点周辺から林交差点にかけて、商業施設や銀行などがいくつか点在している。
残りの丘陵部のほとんどは山林が占めている。一部はニュータウン（湘南国際村、山科台、佐島なぎさの丘等）として開発されたが、開発が及んでいない地域も多い。
温暖な気候で目前に海が広がり、東京や湘南の近郊でもあることから、別荘地として人気が高い。別荘を構えた著名人には前島密や團伊玖磨がいる。井上成美が戦後間もなくから死去まで「隠棲」した地として知られる。
相模湾に突き出した長井地区には一帯が農地として利用されている。複雑な海岸線を活かして漁港が作られており第一次産業が盛んな地である。海沿いのハイキングコースは整備されていて、人気も高い。
南部の御幸浜と林地区には自衛隊武山駐屯地が置かれている。相模湾に突き出した長井地区には、温暖な気候を活かした観光施設の長井海の手公園 ソレイユの丘が2005年にオープンした。

## 主な施設、名所

### 観光施設・名所
- 大楠山
- 武山
- 長井海の手公園 ソレイユの丘
- 大田和つつじの丘
- 荒崎公園
- 立石公園 - 立石（海から突き出た巨石）
- 長者ヶ崎
- 天神島
- 秋谷海岸
- 子産石 - 秋谷の石、安産に効能ありとの伝承
- 十二所神社
- 淡島神社
- 浄楽寺
- 芦名城址 - 戦国時代の奥州会津地方に覇を唱えた蘆名氏の発祥の地。

### 自衛隊関連施設
- 武山駐屯地

### 教育・医療施設
- 立教大学原子力研究所
- 神奈川県立海洋科学高等学校
- 横須賀市立長井中学校
- 横須賀市立大楠中学校
- 横須賀市立武山中学校
- 横須賀市立長井小学校
- 横須賀市立富士見小学校
- 横須賀市立武山小学校
- 横須賀市立荻野小学校
- 横須賀市立大楠小学校
- 横須賀市立市民病院（地域唯一の総合病院）

### 道路
- 国道134号
- 神奈川県道26号横須賀三崎線
  - 三浦縦貫道路

### 主な商業施設
- 武商店会
- 武山ロータリー商店会
- 長井商店会
- 武山中央商店会

### 金融機関
- スルガ銀行横須賀武山支店
- 神奈川銀行長井支店
- JAよこすか葉山
  - 本店
  - 長井支店
  - 大楠支店
- 湘南信用金庫武山支店
- かながわ信用金庫武山支店
- 武山郵便局
- 長井郵便局
- 横須賀長坂郵便局
- 横須賀武郵便局
- 横須賀秋谷郵便局

### 漁港
- 長井漁港（第2種）
- 佐島漁港（第2種）
- 秋谷漁港（第1種）
- 久留和漁港（第1種）

### ニュータウン・研究施設
- 湘南国際村
- 電力技術研究所
- 山科台団地
- 京急ニューシティ湘南佐島なぎさの丘

## 主要施設・名所の画像ギャラリー

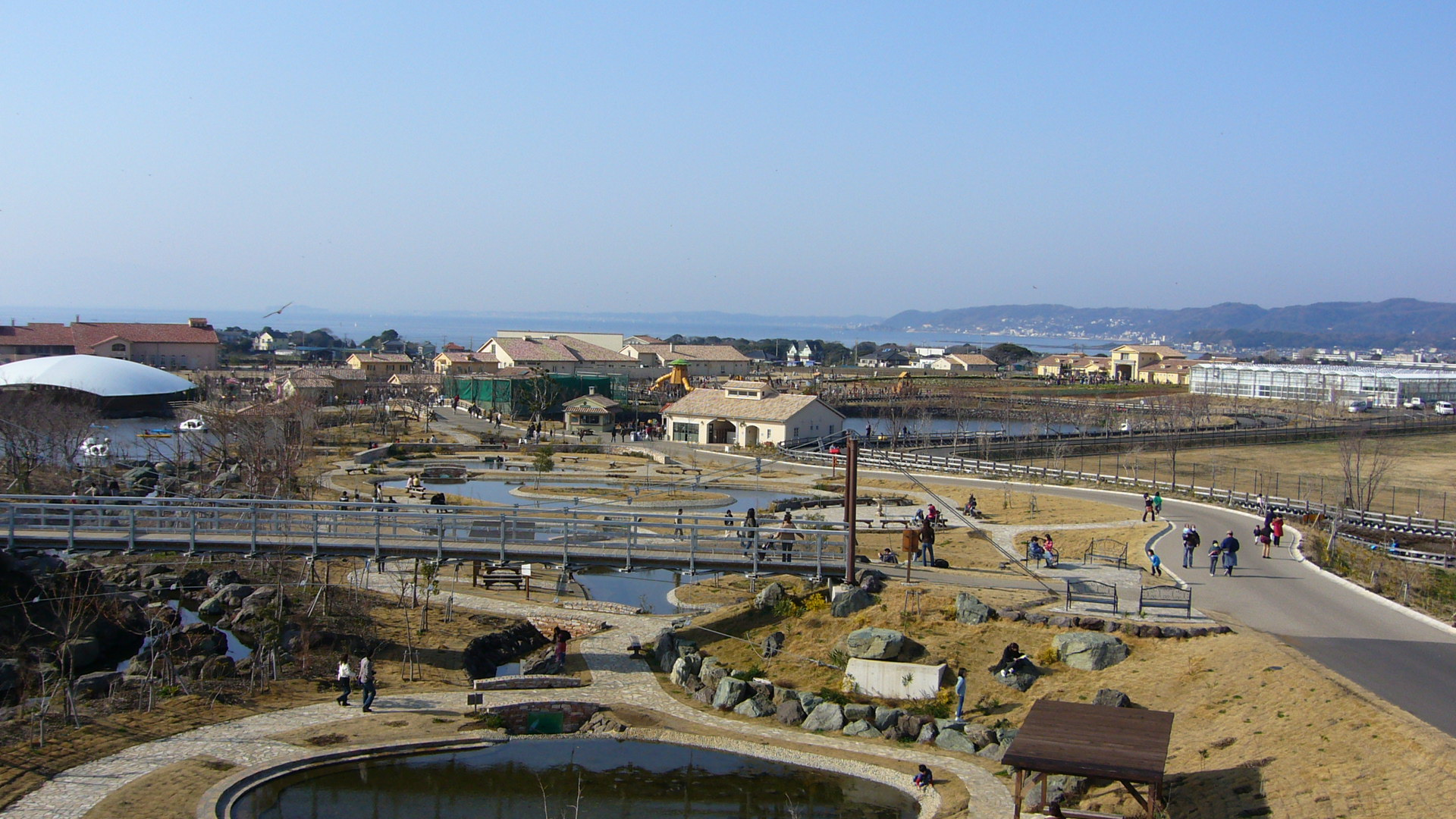
ソレイユの丘の全景
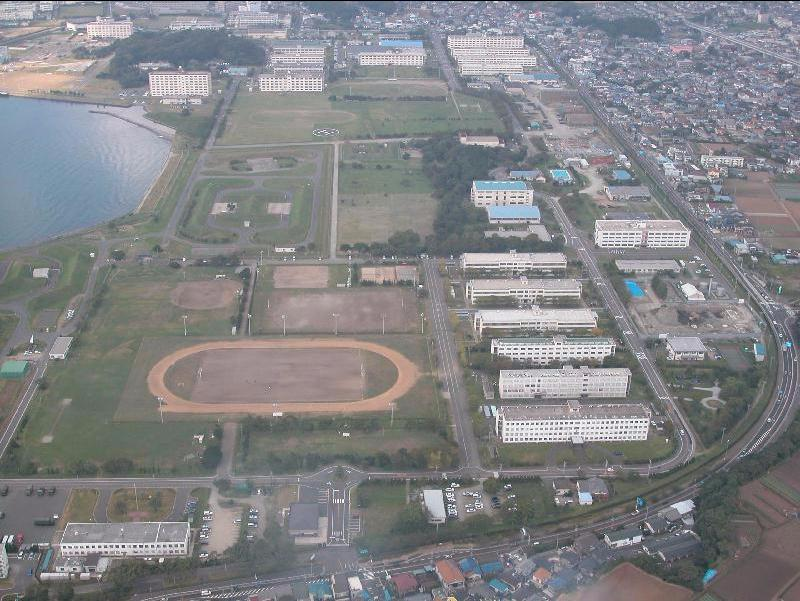
武山駐屯地の全景
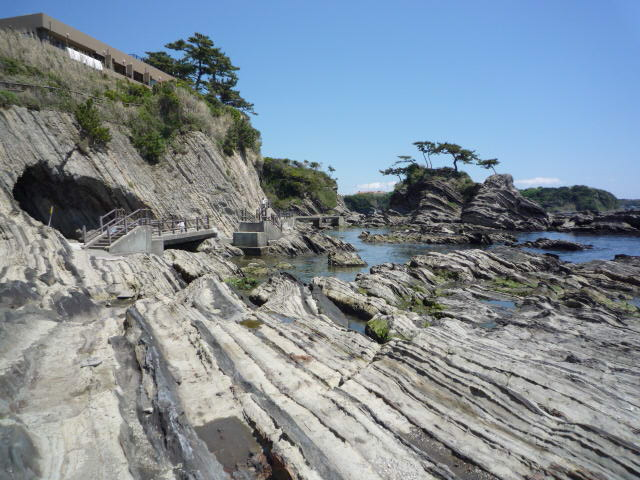
荒崎海岸の奇勝
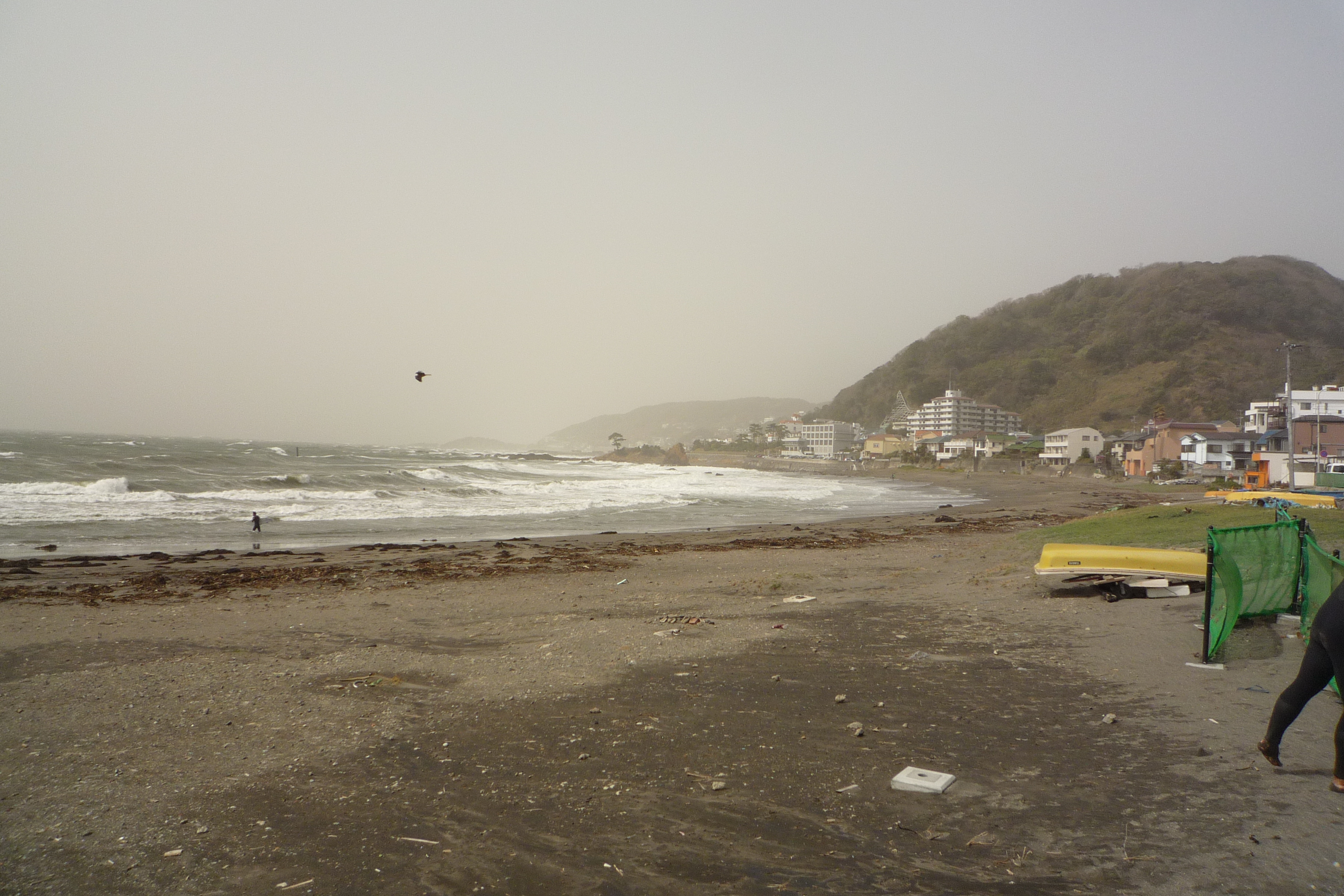
秋谷海岸
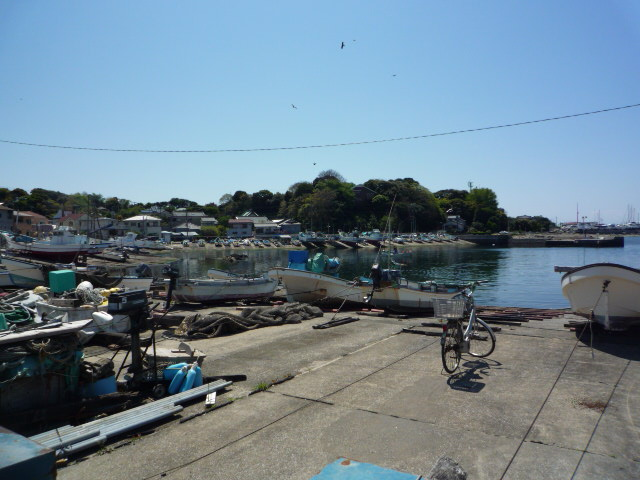
長井漁港
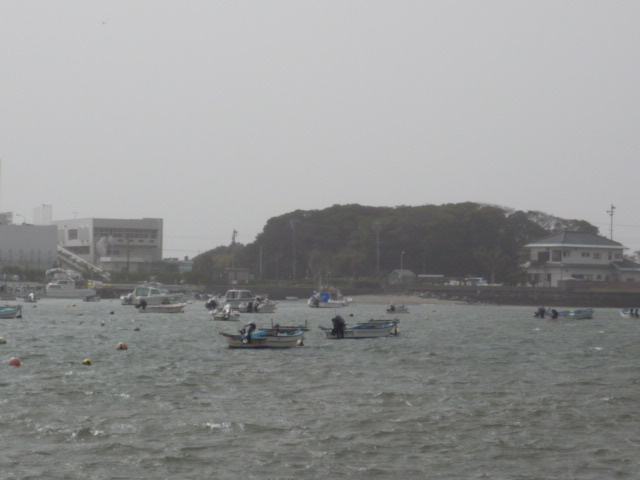
天神島
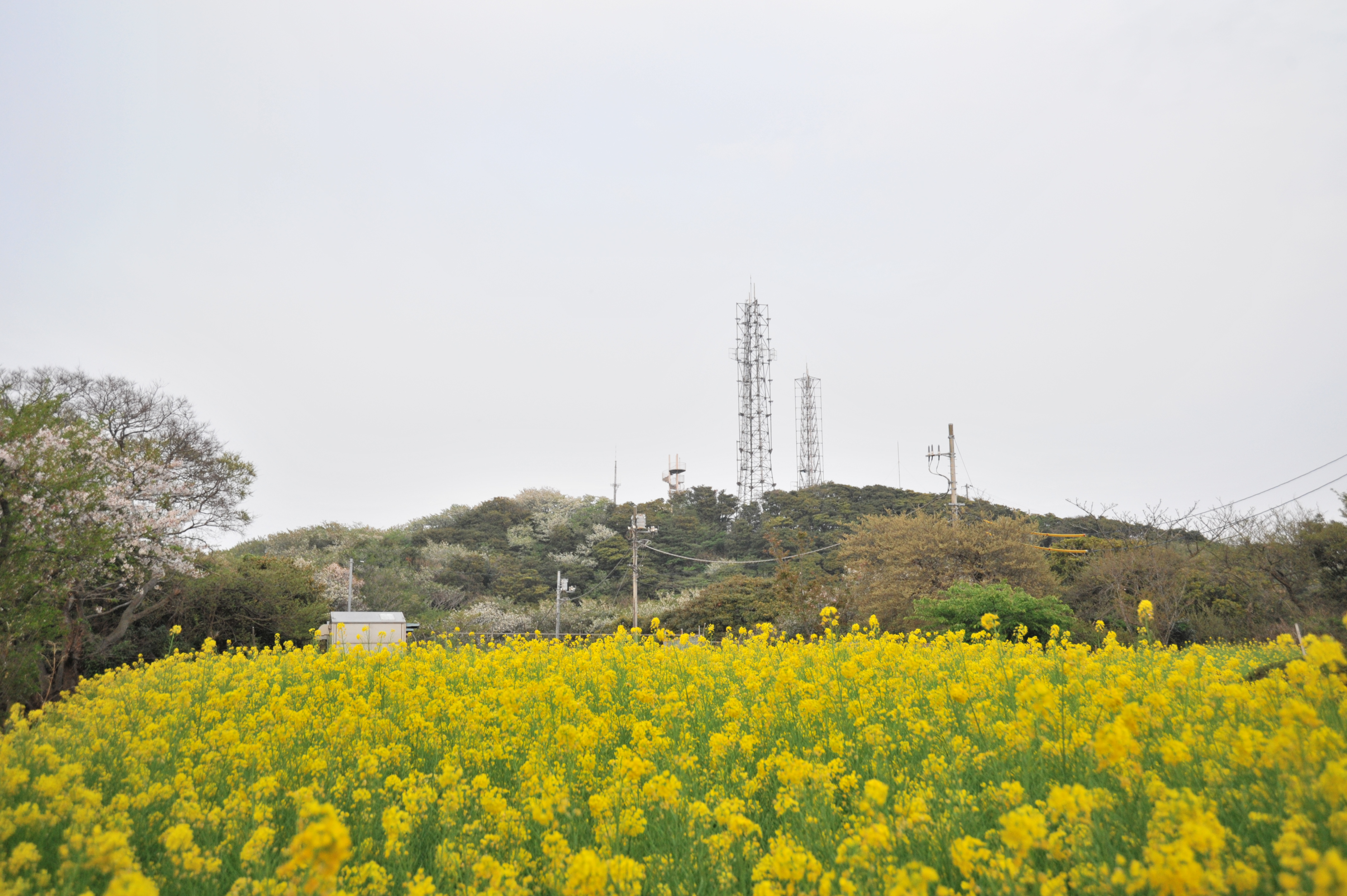
大楠山の頂上
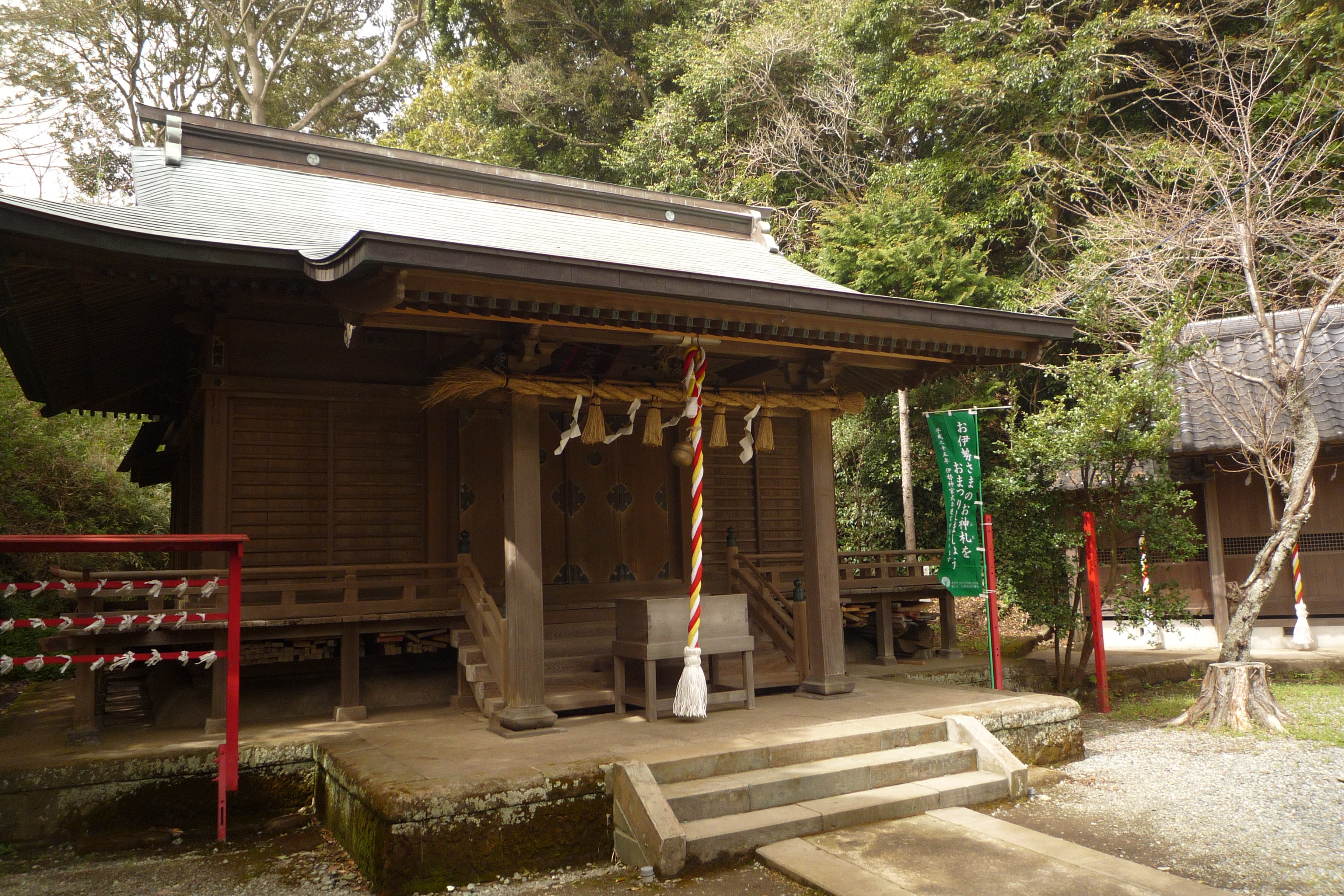
十二所神社

## 交通
- JR東日本横須賀線逗子駅・横須賀駅・衣笠駅より路線バス(京浜急行バス)。
- 京浜急行電鉄逗子線逗子・葉山駅・久里浜線三崎口駅・三浦海岸駅・YRP野比駅・本線横須賀中央駅・汐入駅より路線バス(京浜急行バス)。
- 横浜駅東口のYCATから横須賀西部地域の各バス停を結ぶ直通高速バスが毎日運行されている(京浜急行バス)。